# Anochilia ruficollis
Anochilia ruficollis är en skalbaggsart som beskrevs av Ernst Gustav Kraatz 1895. Anochilia ruficollis ingår i släktet Anochilia och familjen Cetoniidae. Inga underarter finns listade i Catalogue of Life.